# Prezydenci Wysp Kanaryjskich
Prezydent Wysp Kanaryjskich – szef rządu Wysp Kanaryjskich, jednej z 17 wspólnot autonomicznych Hiszpanii, podczas gdy Filip VI Burbon pozostaje głową państwa jako król Hiszpanii.

## Prezydenci za czasów Junty (przed autonomią)
| # | # | Imię i nazwisko                            | Okres urzędowania | Okres urzędowania | Partia                       |
| - | - | ------------------------------------------ | ----------------- | ----------------- | ---------------------------- |
|   | 1 | Alfonso Soriano Benítez de Lugo            | 14 kwietnia 1978  | 9 czerwca 1979    | Unia Demokratycznego Centrum |
|   | 2 | Fernando Bergasa Perdomo                   | 9 czerwca 1979    | 9 czerwca 1980    | Unia Demokratycznego Centrum |
|   | 3 | Vicente Álvarez Pedreira                   | 9 czerwca 1980    | 12 czerwca 1981   | Unia Demokratycznego Centrum |
|   | 4 | Fernando Bergasa Perdomo                   | 12 czerwca 1981   | czerwiec 1982     | Unia Demokratycznego Centrum |
|   | 5 | Francisco Javier Ucelay Sabina (1944–2001) | czerwiec 1982     | 29 grudnia 1982   | Unia Demokratycznego Centrum |

## Prezydenci Rządu
| # | #  | Imię i nazwisko           | Okres urzędowania | Okres urzędowania | Partia                                      |
| - | -- | ------------------------- | ----------------- | ----------------- | ------------------------------------------- |
|   | 1  | Jerónimo Saavedra Acevedo | 29 grudnia 1982   | 30 lipca 1987     | Hiszpańska Socjalistyczna Partia Robotnicza |
|   | 2  | Fernando Fernández Martín | 30 lipca 1987     | 28 grudnia 1988   | Centrum Demokratyczne i Społeczne           |
|   | 3  | Lorenzo Olarte Cullen     | 28 grudnia 1988   | 11 lipca 1991     | Centrum Demokratyczne i Społeczne           |
|   | 4  | Jerónimo Saavedra Acevedo | 11 lipca 1991     | 2 kwietnia 1993   | Hiszpańska Socjalistyczna Partia Robotnicza |
|   | 5  | Manuel Hermoso            | 2 kwietnia 1993   | 16 lipca 1999     | Koalicja Kanaryjska                         |
|   | 6  | Román Rodríguez Rodríguez | 16 lipca 1999     | 8 lipca 2003      | Koalicja Kanaryjska                         |
|   | 7  | Adán Martín Menis         | 8 lipca 2003      | 13 lipca 2007     | Koalicja Kanaryjska                         |
|   | 8  | Paulino Rivero            | 13 lipca 2007     | 9 lipca 2015      | Koalicja Kanaryjska                         |
|   | 9  | Fernando Clavijo Batlle   | 9 lipca 2015      | 12 lipca 2019     | Koalicja Kanaryjska                         |
|   | 10 | Ángel Víctor Torres       | 12 lipca 2019     | 12 lipca 2023     | Hiszpańska Socjalistyczna Partia Robotnicza |
|   | 11 | Fernando Clavijo Batlle   | 12 lipca 2023     |                   | Koalicja Kanaryjska                         |